# Tannenberg (Schiff)
Die Tannenberg war eine deutsche Passagier- und Autofähre, die von 1935 bis 1939 in der Ostsee nach Ostpreußen verkehrte und im Zweiten Weltkrieg von der Kriegsmarine requiriert und als Minenschiff genutzt wurde.

## Seedienst Ostpreußen
Das von den Stettiner Oderwerken für das Reichsverkehrsministerium gebaute Turbinenschiff lief am 16. März 1935 vom Stapel. Die Schiffstaufe nahm die damals zwölfjährige Gertrud von Hindenburg vor, Enkelin des im Jahr zuvor verstorbenen Feldmarschalls und Reichspräsidenten Paul von Hindenburg. Es war der dritte größere Neubau, der für den Seedienst Ostpreußen in Dienst gestellt wurde, und mit einer Spitzengeschwindigkeit von 20 Knoten das schnellste Schiff auf der Linie. Heimathafen war Stettin, als Korrespondentreeder fungierte die HAPAG.
Die Tannenberg fuhr im Rahmen des Seedienstes Ostpreußen von 1935 bis 1939 von Schleswig-Holstein, Mecklenburg und Pommern nach Ostpreußen. Die Hauptstrecke verlief von Travemünde über Warnemünde, Binz und Swinemünde nach Zoppot, Pillau und Memel. Bei Bedarf wurde auch Kiel angelaufen. Das Schiff war für den Transport von 2.000 Passagieren und etwa 100 Personenkraftwagen eingerichtet. Der Fahrzeugraum wurde auch zur Unterbringung von Jugendlichen auf Feldbetten genutzt, bei denen man, unter anderem bei Fahrten zum Marinestandort Kiel, Interesse für die Kriegsmarine wecken wollte.

## Minenschiff

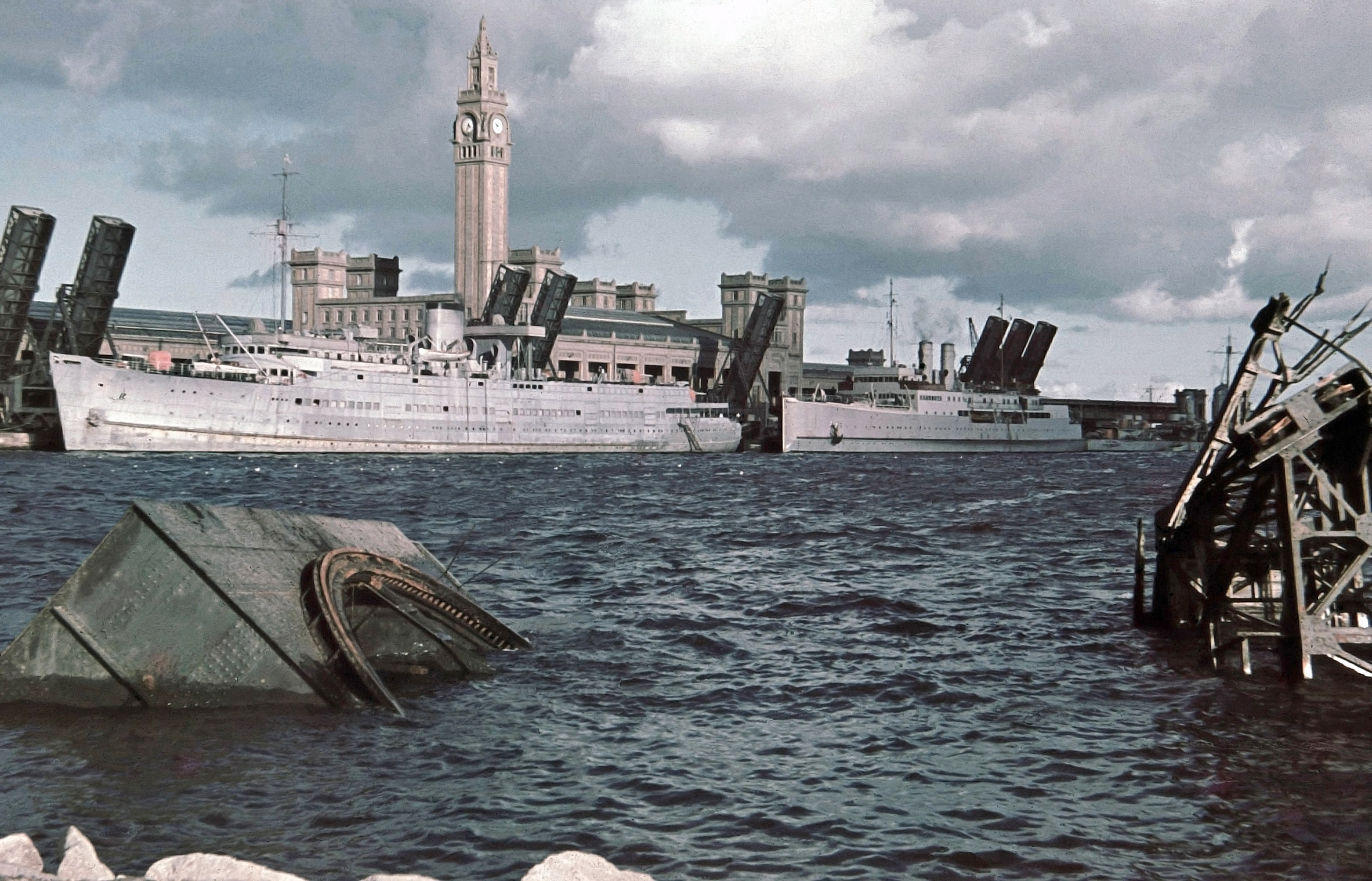
Die Tannenberg (links) und die Schwerin 1940 in Cherbourg

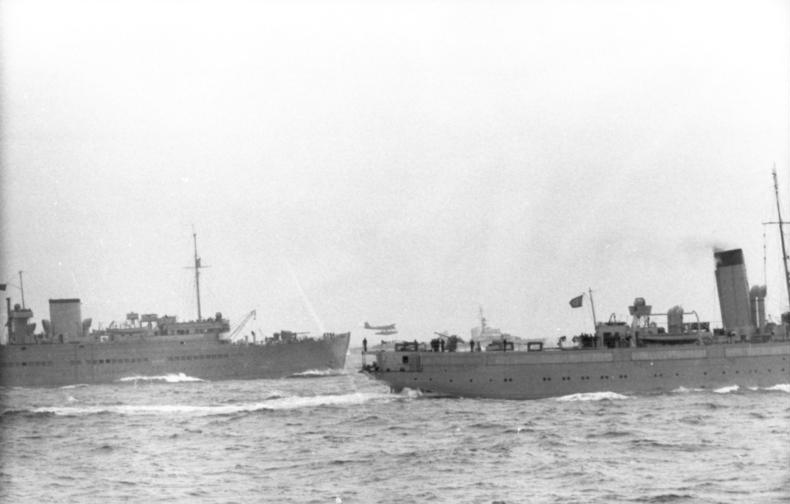
Minenschiff Tannenberg (links) in der Ostsee 1940

Am 2. September 1939 wurde das für den Kriegsfall projektierte Schiff von der Kriegsmarine erfasst und zum Minenschiff umgerüstet. Von September 1939 bis April 1940 war Korvettenkapitän d. R. Dietrich von Jagow Kommandant des Schiffes. Von der Aufstellung des Führers der Minenschiffe im August 1940 an war der Fregattenkapitän Hans-Caspar von Schönermark Kommandant des Schiffes, was er bis zum Untergang des Schiffes im Juli 1941 blieb. Die Tannenberg wurde beim Führer der Minenschiffe als Flaggschiff eingesetzt. In der Nordsee war die Tannenberg am Legen der Minensperren „SW2“, „SW3“ (1940) und „Pommern“ (1941) beteiligt. Im Juni 1941 wurde sie mit anderen Schiffen an der Minensperre „Apolda“ in der Ostsee eingesetzt.
Am 9. Juli 1941 geriet das Schiff gemeinsam mit den Minenschiffen Preußen und Hansestadt Danzig östlich der Südspitze von Öland auf eine schwedische Minensperre und sank bei 56° 15′ 5″ N, 16° 43′ 5″ O. Auch die Preußen und die Hansestadt Danzig gingen im gleichen Minenfeld verloren.
Im Jahr 1952 wurde das kieloben liegende Wrack durch die schwedische Bergungsfirma Intermarin gefunden. Das Heck und der in 30 Meter Tiefe liegende Bug waren vom Schiffsrumpf abgerissen. Das Wrack wurde später gehoben und anschließend verschrottet.